# Francisco Caracciolo

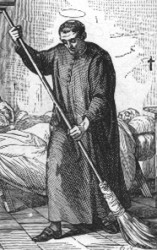
Francisco Caracciolo

Francis Caracciolo (13 de outubro de 1563 - 4 de junho de 1608), nascido Ascanio dei Caracciolo Pisquizi, foi um padre católico italiano que co-fundou a Ordem dos Clérigos Regulares Menores com John Augustine Adorno [it] e Fabrizio Caracciolo. Ele decidiu adotar uma vida religiosa aos 22 anos.

## Início da vida e carreira
Francisco (Francesco) Caracciolo nasceu em Villa Santa Maria, na região de Abruzzo, no Reino de Nápoles. Ele pertencia ao ramo Pisquizio da família Caracciolo e recebeu no batismo o nome de Ascanio. Desde tenra idade, ele tinha uma reputação de gentileza e retidão.  Quando ele tinha 22 anos, ele foi atacado por uma das várias doenças de pele descritas coletivamente como "lepra" naquela época. Tão sério foi esse ataque que ele foi considerado sem esperança. Com a morte tão próxima, ele fez um voto de que, se recuperasse a saúde, passaria o resto de sua vida a serviço de Deus e de seus semelhantes. Ele se recuperou tão rapidamente após esse voto, que sua cura foi considerada milagrosa.  Ansioso por cumprir sua promessa a Deus, ele foi para Nápoles para estudar para o sacerdócio.

## Ordem dos Clérigos Menores Regulares
Cinco anos depois de ir para Nápoles, uma carta de Giovanni Agostino Adorno de Gênova a outro Caracciolo, Fabrizio, implorando-lhe que participasse da fundação de um novo instituto religioso, foi entregue por engano ao padre recém-ordenado, e ele viu nessa circunstância uma garantia da vontade divina para com ele (1588). Ele ajudou na elaboração de regras para a nova congregação, que foi aprovada pelo Papa Sisto V em 1º de julho de 1588 e confirmada pelo Papa Gregório XIV em 18 de fevereiro de 1591 e reconfirmada pelo Papa Clemente VIII em 1º de junho de 1592.
O instituto assim fundado, chamado Ordem dos Clérigos Menores Regulares (os "Padres Adorno"), é contemplativo e ativo. A adoração circular do Santíssimo Sacramento é um dos pilares de sua vida.  Aos três votos usuais acrescenta-se um quarto, a saber, que seus membros não devem aspirar a dignidades eclesiásticas fora da ordem, nem buscá-las dentro dela. A adoração perpétua do Santíssimo Sacramento é mantida por rotação, e a auto-mortificação é praticada. O lema da ordem "Ad majorem Resurgentis gloriam" ("para a maior glória do Ressuscitado") foi escolhido porque Francisco e Agostinho Adorno fizeram sua profissão em Nápoles no Domingo Baixo, 9 de abril de 1589. Ao fazer sua profissão, Caracciolo adotou o nome de Francisco em homenagem a Francisco de Assis.
A nova congregação dos Clérigos Regulares Menores assim estabelecida era de considerável severidade. Os clérigos se vinculavam a várias práticas de penitência diária. Foi decidido que a cada dia um irmão deveria jejuar a pão e água, outro tomaria a disciplina e um terceiro usaria a camisa de cabelo. Mais tarde (sob a direção de Caracciolo) foi decretado que todos deveriam passar uma hora por dia em oração diante do Santíssimo Sacramento.
Caracciolo foi ordenado em 16 de junho ou 22 de setembro de 1590. Nenhum de seus primeiros biógrafos transmitiu a data de sua ordenação, então a data só pode ser deduzida por uma carta a Adorno datada de 27 de outubro de 1590, onde ele escreve: "Ainda não consigo ouvir confissões, pois é preciso dispensa para fazê-lo antes dos seis meses após a ordenação". Como na época as ordenações só podiam ocorrer em um sábado de Ember, ele só poderia ter sido ordenado em 16 de junho ou 22 de setembro.

## Superior Geral, 1593-1601
O principal fundador da ordem, Giovanni Adorno, morreu no início de 1593 e, apesar de sua recusa, Francisco Caracciolo foi escolhido Superior Geral em 9 de março de 1593, na primeira casa da congregação em Nápoles, chamada Santa Maria Maior ou Pietrasanta, dada à congregação pelo Papa Sisto V. Mesmo na qualidade de superior da ordem, ele insistia em compartilhar tarefas simples: varrer quartos, arrumar camas, lavar pratos. Como sacerdote, Francisco passou muitas horas no confessionário. Aqui ele foi enriquecido com os dons de profecia e a leitura dos corações. Ele também mendigou nas ruas pelos pobres e deu a maior parte de suas posses aos necessitados. Mas foi sua devoção ao Santíssimo Sacramento que Francisco Caracciolo é mais conhecido e lembrado. Tal era o seu amor pela Sagrada Eucaristia, que passava quase a noite inteira em adoração. O pouco sono que ele se permitia era muitas vezes gasto em um dos degraus do altar.
Ele fez três viagens à Espanha para estabelecer fundações sob a proteção dos reis Filipe II e Filipe III. Ele abriu a casa do Espírito Santo em Madri em 20 de janeiro de 1599, a de Nossa Senhora da Anunciação em Valladolid em 9 de setembro de 1601, e a de São José em Alcalá em algum momento de 1601, para o ensino de ciências. Em Roma, ele obteve a posse da Igreja de São Leonardo, que depois trocou pela de Sant'Agnese in Agone, em 18 de setembro de 1598, e mais tarde garantiu para o instituto a igreja de San Lorenzo in Lucina (11 de junho de 1606), que lhe foi entregue por uma bula papal do Papa Paulo V (que foi, no entanto, anulada pela bula "Susceptum" do Papa Pio X, 9 de novembro de 1906).
Francisco Caracciolo foi o autor de "Le sette stazioni sopra la Passione di N.S. Gesù Christo" (As Sete Estações da Paixão de Nosso Senhor, Jesus Cristo, Roma, 1710). Ele amava os pobres. Como Tomás de Aquino, um parente por parte de mãe, sua pureza era angelical, de acordo com a Enciclopédia Católica. O Papa Paulo V desejava conferir-lhe um importante bispado, mas ele o recusou firmemente.

## Últimos anos, 1601–1608
Permanecendo superior geral por sete anos, Francisco finalmente obteve permissão do Papa Clemente VIII para renunciar. A posição havia sido uma grande tensão para ele, não apenas por causa de sua saúde delicada, mas também porque, ao estabelecer e estender a ordem, ele e seus irmãos se viram confrontados com oposição, deturpação e, às vezes, por calúnias maliciosas.
Francisco foi então nomeado prior de Santa Maria Maggiore e mestre de noviços. Ele continuou seu trabalho apostólico no confessionário e no púlpito, discursando de forma tão constante e comovente sobre a bondade divina para com o homem que foi chamado de "O Pregador do Amor de Deus". As hagiografias o descrevem como realizando muitas curas milagrosas com o sinal da cruz.
Muitas vezes ele banhava o chão com suas lágrimas quando orava, de acordo com seu costume, prostrado com o rosto prostrado diante do tabernáculo, e repetindo constantemente o salmo 68, como alguém devorado pelo fogo interno: "Zelus domus tuae comedit me", "O zelo por sua casa me consome".
Em 1608, Caracciolo mudou-se para Agnone para fundar uma casa religiosa em homenagem à Santíssima Anunciada morreu antes da realização de seu sonho.  Após a morte, seus restos mortais foram transportados de, de onde ele se mudou para encontrar a morte, para Nápoles, sem ter nenhum sinal visível de embalsamamento.
Convidado pelos oratorianos de Agnone, na região de Molise, a converter sua casa em um colégio para sua congregação, Francisco começou a ajudar na nova fundação. No caminho, ele visitou Loreto, onde recebeu o favor de passar a noite em oração na capela da Santa Casa, a Basílica della Santa Casa. Enquanto invocava a ajuda de Nossa Senhora em nome de seus irmãos, Giovanni Adorno apareceu-lhe em sonho ou visão e anunciou sua morte que se aproximava. Ele chegou a Agnone aparentemente com boa saúde, mas ele próprio não tinha ilusões. No primeiro dia de junho de 1608, ele foi acometido por uma febre que aumentou rapidamente e ditou uma carta fervorosa exortando os membros da sociedade a permanecerem fiéis à regra. Na Vigília de Corpus Christi, quarta-feira, 4 de junho de 1608, ele parecia absorto em meditação até uma hora antes do pôr do sol, quando de repente gritou: "Vamos, vamos para o céu!" Mal essas palavras foram proferidas quando seu desejo foi realizado e ele passou para sua recompensa. Ele tinha quarenta e quatro anos de idade.

## Veneração
Quando seu corpo foi aberto após a morte, o coração de Francisco foi encontrado como que queimado, e estas palavras foram impressas em torno dele: "Zelus domus Tuæ comedit me" - "O zelo de Tua casa me consumiu". Francisco Caracciolo foi beatificado pelo Papa Clemente XIV em 4 de junho de 1769 e canonizado pelo Papa Pio VII em 24 de maio de 1807.  Sua festa litúrgica é 4 de junho. Em 1838 foi escolhido como santo padroeiro de Nápoles, onde repousa seu corpo. No início, ele foi enterrado na Basílica de Santa Maria Maior, mas seus restos mortais foram posteriormente transladados para a igreja de Santa Maria di Monteverginella, que foi dada em troca aos Clérigos Menores Regulares (1823) após sua supressão na época da Revolução Francesa.